# Kindergarten Cop 2
Kindergarten Cop 2 ist eine US-amerikanische Filmkomödie aus dem Jahr 2016 und eine Fortsetzung von Kindergarten Cop (1990). Regie führte Don Michael Paul. Als Hauptdarsteller konnte Dolph Lundgren gewonnen werden, der damit Arnold Schwarzenegger in seiner Rolle als unfreiwilliger Erzieher beerbt.

## Handlung
Der FBI-Agent Zack Reed und sein Partner Agent Sanders versuchen seit Jahren erfolglos, den Gangsterboss Zogu festzunageln. Ein Jahr nach der Verhaftung ist er auf Kaution draußen. Der Prozess soll in Kürze erfolgen. Doch die Belastungszeugin befindet sich im Zeugenschutzprogramm des FBI, das gerade gehackt wurde. Die heiklen Daten befinden sich auf einem USB-Stick, den der Unterhändler bei seinem Bruder, einem Kindergärtner an einer Eliteschule, versteckt hat. Als dieser bei einem Autounfall stirbt, bleibt Zack und seinem Partner nur noch eine Wahl: Zack geht getarnt als Erzieher in den Kindergarten der Schule und versucht, den USB-Stick aufzufinden.
Die eigentlich einfache Mission erweist sich jedoch als äußerst schwierig für den erziehungsunerfahrenen Zack, der zudem mit dem liberalen ökologischen Weltbild der Kinder und ihren diversen Allergien nicht vertraut ist. So löst ein Erdnussbutter-Sandwich eine Massenpanik aus und als er zu seinem Einstand den Kindern Schokolade gibt, verliert er die Kontrolle über seine Gruppe. Nur seine Kollegin Olivia hilft ihm aus der Patsche. Als schließlich Sanders Reed anleitet, kommt er immer besser mit den Kindern zurecht. Zwar bleibt ihm der USB-Stick weiterhin verborgen, doch dafür hat er mit Olivia ein romantisches Erlebnis.
Als sich die Lage gerade zum Besseren entwickelt, kommt dem FBI-Team jedoch Zogu in die Quere, der ebenfalls herausfinden konnte, wo sich der USB-Stick befindet. Zack lässt die Schule räumen und sie machen sich auf die Suche nach dem USB-Stick. Als er endlich das Rätsel seines Vorgängers löst und herausfindet, dass sich der USB-Stick in ebenjener Zeitkapsel befindet, die seine Schützlinge gerade im Garten der Skulpturen eingraben wollen, betritt Zogu die Szenerie und nimmt Zack, Sanders und Olivia gefangen. Bei einem Showdown im Garten der Skulpturen und mit tatkräftiger Unterstützung der Kinder gelingt es Zack Reed, Zogu festzunehmen und den USB-Stick sicherzustellen.

## Hintergrund
Gerüchte über eine Fortsetzung des Komödienklassikers von 1990 gab es bereits mehrfach. Im Gegensatz zum ersten Teil wurde der Film aber direkt für den DVD-Markt produziert und entstand unter wesentlich kostengünstigeren Bedingungen. Produziert wurde der Film von Universal 1440 Entertainment, einer Tochter von Universal Studios. Regie führte Don Michael Paul, der ebenfalls Fortsetzungen zu den Filmen Jarhead – Willkommen im Dreck (Jarhead 2 – Zurück in die Hölle), Lake Placid (Lake Placid 4) und Im Land der Raketenwürmer (Tremors 5 – Blutlinien) gedreht hat. Das Drehbuch schrieb der komödienerfahrene Autor David H. Steinberg (American Pie präsentiert: Das Buch der Liebe). Der Film wurde überwiegend in Vancouver gedreht.
Der Film erschien am 17. Mai 2016 in den Vereinigten Staaten auf DVD und Blu-Ray. Eine deutsch-synchronisierte Fassung folgte eine Woche später am 26. Mai 2016. Auch in Deutschland hatte er seine Premiere auf DVD und Blu-Ray.

## Rezensionen
Der Film konnte seine Kritiker nicht überzeugen und scheiterte der Kritik zufolge daran, dass er dem ersten Teil nacheifere. Enttäuschend seien sowohl die Actionsequenzen als auch der Humor des Films. Auffällig ist außerdem die aufdringliche Produktplatzierung für den Schokoriegel Twix, der Zack Reed im Film zweimal das Leben rettet, sowie das Taxiunternehmen Uber, das den Tatort schneller erreicht als das FBI. Außerdem kranke der Film an den nicht sehr lustigen Attacken auf die Political Correctness. So schreibt Christoph Petersen von der Filmstarts-Redaktion:

„So hält der Old-School-FBI-Agent nach dem Vorlesen eines Bilderbuchs (…) vor seinen sechsjährigen Schülern erst einmal eine wütende Brandrede gegen diese liberale Propaganda. Aber solche Gags bleiben trotz der vielversprechenden Ausgangslage nur seltene Zufallstreffer. Das Drehbuch ist mies, die Schauspieler auch – und die meisten Pointen bewegen sich eher auf dem Niveau des FBI-Chefs, der sich am Pissoir einnässt, weil er beim Pinkeln ans Handy geht. (…) Fazit: Mit Ausnahme einiger gelungener Seitenhiebe auf die Auswüchse moderner Kindererziehung enttäuschend.“